# Volodymyr Hroïsman
Volodymyr Boryssovytch Hroïsman (ukrainien : Володи́мир Бори́сович Гро́йсман ; russe : Влади́мир Бори́сович Гро́йсман, Vladimir Borissovitch Groïsman), né le 20 janvier 1978 à Vinnytsia, est un homme d'État ukrainien, Premier ministre d'Ukraine de 2016 à 2019.
Membre du parti Notre Ukraine, fondé par Viktor Iouchtchenko, il est élu maire de Vinnytsia en 2006. Huit ans plus tard, en 2014, il est nommé vice-Premier ministre chargé du Développement régional, de la Construction et du Logement dans le premier gouvernement d'Arseni Iatseniouk.
Désigné président de la Rada quelques mois plus tard, il est appelé à succéder à Iatseniouk au poste de Premier ministre le 14 avril 2016 ; sa nomination met un terme à la crise politique ouverte par la démission du chef du gouvernement sortant.

## Biographie
Volodymyr Boryssovytch Hroïsman, de son nom complet, naît le 20 janvier 1978 à Vinnytsia, dans l'Ouest de la République socialiste soviétique d'Ukraine. Il est issu d'une famille juive, les Groysman (« grand homme » en yiddish) ; son grand-père a réchappé de la Shoah en faisant le mort dans un charnier.
Il est marié à Olena Bagno-Moldavsky.

### Carrière politique

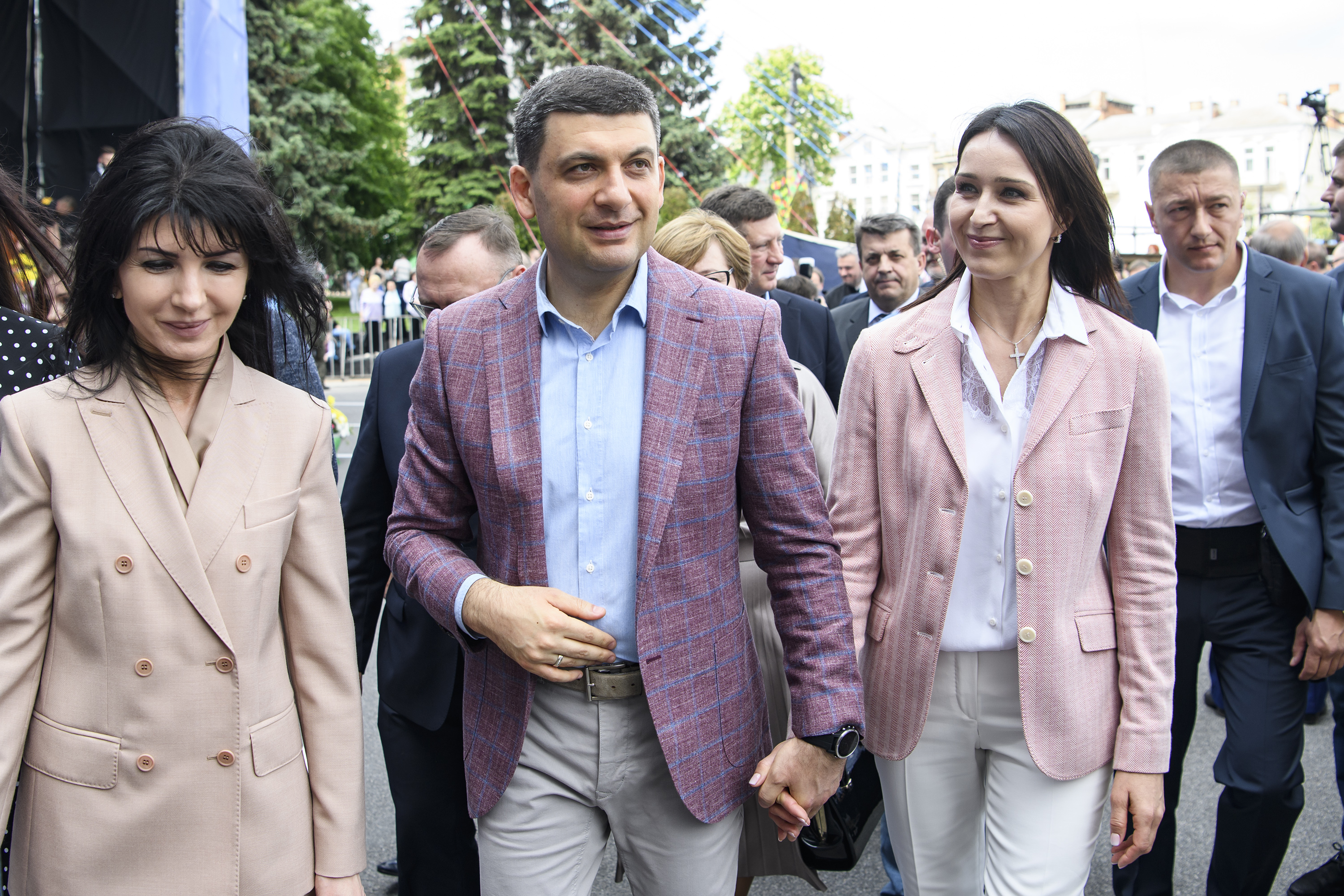
Volodymyr Groysman et son épouse lors de la célébration de la Journée de l'Europe à Vinnytsia (mai 2019)

Élu maire de Vinnytsia en 2006, réélu avec 78 % des voix en 2010, vice-Premier ministre à partir du 27 février 2014, il devient Premier ministre de facto le 25 juillet 2014, après la démission d'Arseni Iatseniouk, finalement rejetée le 31 juillet 2014 par la Rada,,.
Le 27 novembre 2014, il devient président de la Rada. Le 27 janvier 2015, jour du souvenir de la Shoah, il demande aux autres députés de se lever pour une minute de silence en l’honneur des victimes du génocide juif. C’était la première fois qu’un tel geste avait lieu au Parlement (Rada).

#### Premier ministre
Le 10 avril 2016, après la démission d'Arseni Iatseniouk, il est désigné Premier ministre par le président Petro Porochenko. Le 14 avril, sa nomination est approuvée par la Rada.
Volodymyr Boryssovytch Hroïsman est ainsi la première personne de religion juive et le plus jeune Premier ministre ukrainien.
Le 4 juin 2018, il menace de présenter sa démission si le parquet anticorruption n'est pas mis en place. La réforme est adoptée par la Rada le 7 juin.
Le 23 avril 2019, après la défaite de Porochenko à l'élection présidentielle face à Volodymyr Zelensky, il annonce vouloir se présenter aux législatives d'octobre sous l'étiquette d'un nouveau parti. Le 17 mai, avec le retrait du Front populaire, la coalition gouvernementale sortante est annoncée dissoute par le président de la Rada. Le 20 mai, opposé aux législatives anticipées convoquées par le nouveau président, Hroïsman annonce sa démission pour le 22 mai. Le 24 mai, il fonde le parti Stratégie ukrainienne. Le 30 mai, sa démission est rejetée par la Rada.
Le 29 août, Oleksi Hontcharouk lui succède.